# Cryptocoryne keei
Cryptocoryne keei là một loài thực vật có hoa trong họ Ráy (Araceae). Loài này được N.Jacobsen mô tả khoa học đầu tiên năm 1982.